# Kisoldal
A Kisoldal (csehül: Malá Strana) a cseh főváros egyik történelmi, Prága 1784-es létrehozásában részt vevő városrésze. Nevét elhelyezkedéséről kapta, ugyanis a Vltava bal partján, a Hradzsin tövében a nagyobb területű és népességű Óvárossal és Újvárossal szemközt helyezkedik el; előbbivel a Károly híd kapcsolja össze.
Területe 137,28 ha, lakosainak száma 2001-ben 6809, 2006-ban 6445 volt.

## Történelme
A városrész a 10. század környékén kezdett benépesülni, hivatalosan 
II. Ottokár nyilvánította önálló településsé 1257-ben. A középkorban ez lett a német telepesek legfontosabb Prágában. A barokk időkben sorra épültek itt a nemesi paloták, a városrész egységes képét nagyrészt ma is ezek határozzák meg.

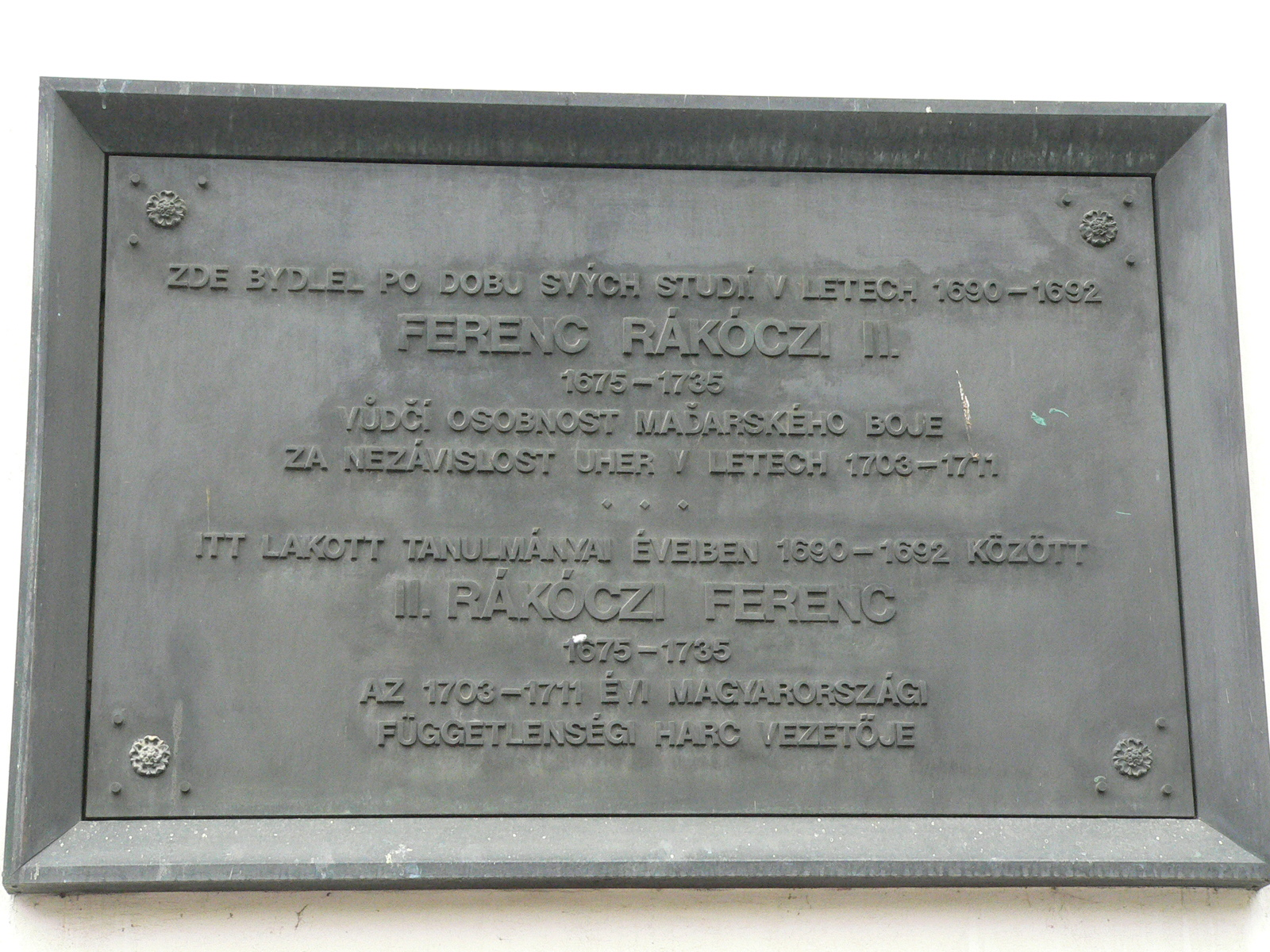
II. Rákóczi Ferenc emléktáblája a jezsuita rendházon

A negyed központja a Kisoldali tér, ahol a Szent Miklós-templom a barokk templomépítészet remeke. A hozzá csatlakozó jezsuita rendház a kevés magyar vonatkozású prágai hely egyike: itt lakott II. Rákóczi Ferenc, amit emléktábla is jelez.
Ma a negyed egyszerre kormányzati központ (itt van a cseh parlament alsó- és felsőháza, több minisztérium és nagykövetség), valamint a turisták kedvenc célpontja. Utóbbit elősegítik a pihenő-sétáló zöld negyedek, a Kampa, és a Petřín-hegy.
A városrész híres szülötte Jan Neruda, akinek nevét és itteni munkásságát utca őrzi. A városrész lakosairól szól a Moldvaparti históriák című könyve.

## Lakossága
A városrész népességének változása:
| Lakosok száma | 22 140 | 20 447 | 21 161 | 22 780 | 21 218 | 15 184 | 13 150 | 8411 | 6809 | 4584 |
|               | 1869   | 1890   | 1900   | 1921   | 1930   | 1961   | 1970   | 1991 | 2001 | 2021 |

## Látnivalói
- Szent Tamás-templom[1]
- Mária Magdolna-templom
- Szent Miklós-templom[2]
- A johannita kolostort 1731-ben építette Thomas Haffenecker (Tomáš Haffenecker). Homlokzatának törékeny, festői és lendületes kora rokokó ornamentikája Carlo Antonio Palliari műve.[3]
- A Petřín domb lábánál, a Kisoldalhoz tartozó Petříni kertekben áll a Szent Lőrinc-katedrális (Kostel sv. Vavřince na Petříně).